# مرکز ورزش‌های آبی پاریس
مرکز ورزش‌های آبی پاریس (فرانسوی: Paris centre aquatique‎) ورزشگاهی مخصوص ورزش‌های آبی در شهر پاریس، فرانسه است.
این ورزشگاه که در سال ۲۰۲۴ گشوده شده، دارای ۵٫۰۰۰ نفر گنجایش است و ویژهٔ مسابقات شیرجه و واترپلو و شنای موزون در بازی‌های المپیک تابستانی ۲۰۲۴ ساخته شده‌است. مرکز ورزش‌های آبی پاریس، روبروی ورزشگاه استاد دو فرانس و آن سوی بزرگراه پاریس-لیل قرار دارد که با یک پل پیاده‌رو، دو ورزشگاه به هم وصل شده‌اند.

## نگارخانه

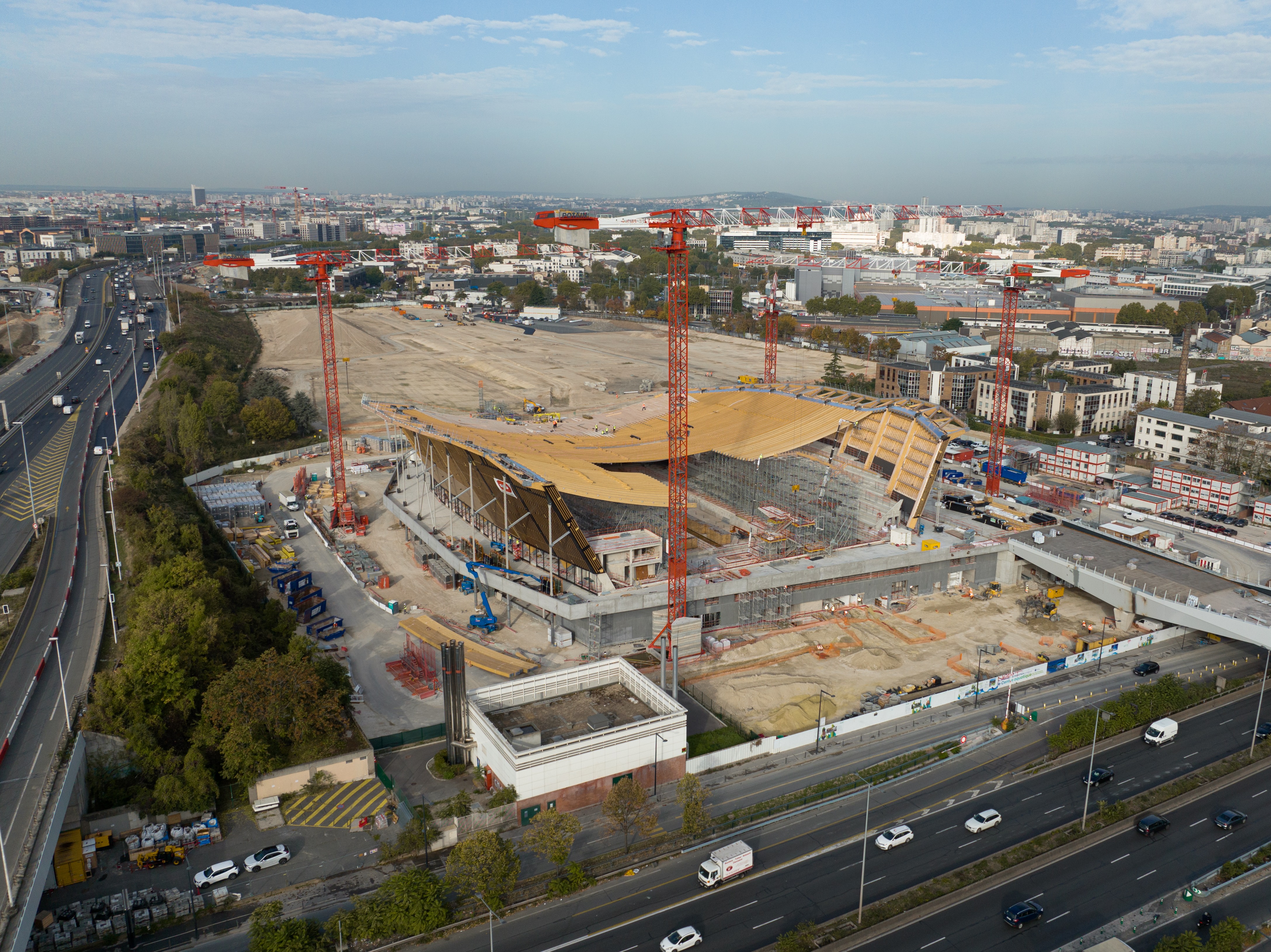
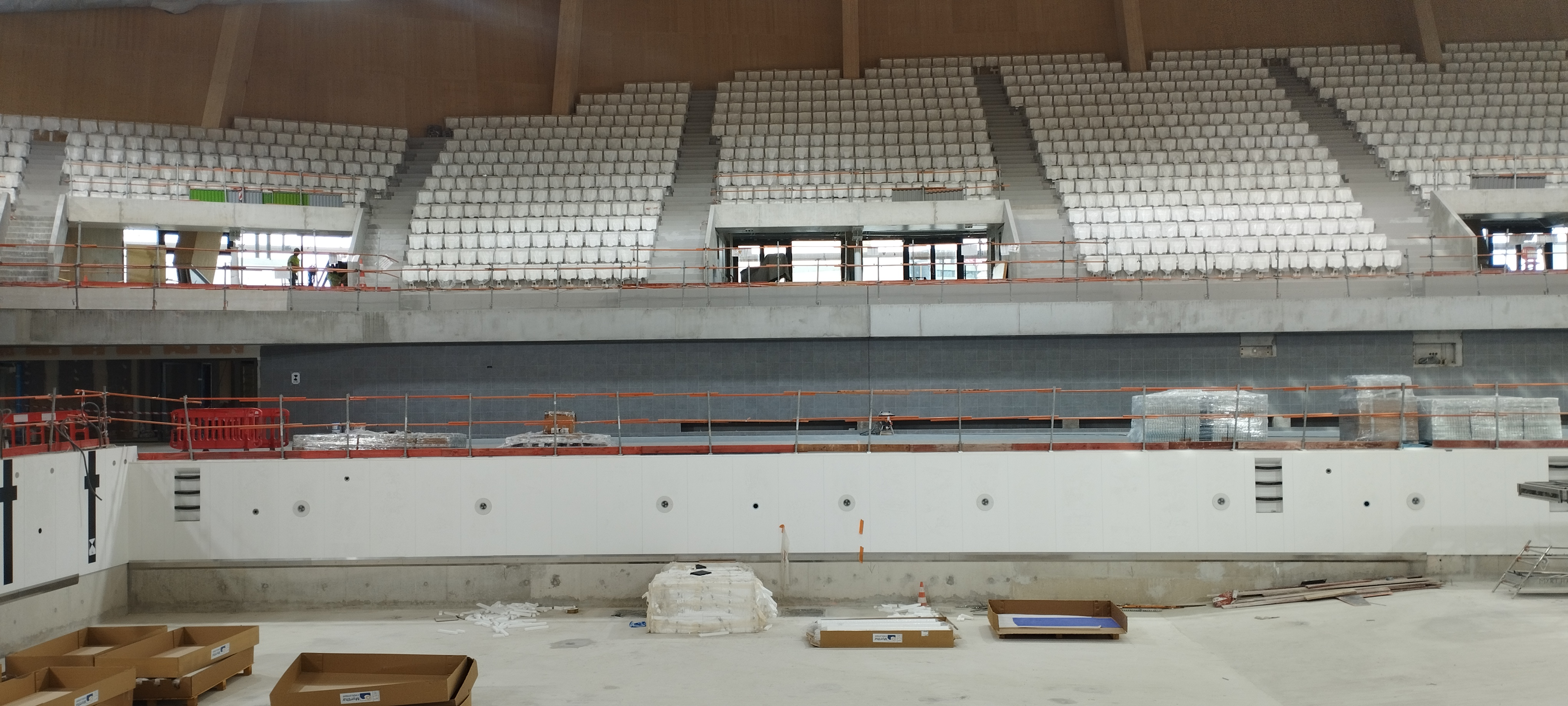